# Gubernatorstwo Bin Arus
Gubernatorstwo Bin Arus (arab. ولاية بن عروس, fr. Gouvernorat de Ben Arous) – jest jednym z 24 gubernatorstw w Tunezji, znajdujące się w północno-wschodniej części kraju.